# チャールズ・F・スミス
チャールズ・ファーガソン・スミス（英: Charles Ferguson Smith, 1807年4月24日 - 1862年4月25日）は、アメリカ陸軍の職業軍人。米墨戦争に従軍し、南北戦争では北軍の将軍だった。

## 生い立ちと初期の経歴
スミスはペンシルベニア州フィラデルフィアで、軍医の息子として生まれた。1825年に陸軍士官学校を卒業し、第2アメリカ砲兵連隊の少尉に任官した。平和時の軍隊では緩りと階級を昇進していったが、教官としてウェストポイントの士官学校に戻り、中尉として陸軍士官学校長に指名され、その職を1838年から1843年まで務めた。
米墨戦争ではザカリー・テイラー、ウィンフィールド・スコット両将軍の下で仕え、パロ・アルトの戦い、レサカ・デ・ラ・パルマの戦い、モンテレーの戦いおよびチュルブスコの戦いで、砲兵大隊の指揮官として頭角を現した。これらの戦闘における貢献で少佐から大佐まで名誉昇進を果たし、終戦時には正規軍の中佐になった。終戦から1848年までメキシコシティで警備隊に務めた。1856年から1857年のミネソタ州でレッド川遠征隊を指揮し、1857年から1860年はアルバート・ジョンストン将軍の下でユタ準州の任務に就き、1860年から1861年は自らユタ方面軍を指揮した。南北戦争の開始時点ではほんの短期間メリーランド州のワシントン砦に駐屯するワシントン方面軍を指揮した。

## 南北戦争
1861年に南北戦争が勃発した後で、ニューヨーク州コロンバス砦の指揮官として徴兵任務に就いた。8月31日に志願兵の准将に任官され、また9月9日付けで正規軍の大佐として第3アメリカ歩兵連隊を指揮することになった。間もなく西部戦線に転属となり、ユリシーズ・グラント准将の下にあるミズーリ方面軍の師団指揮官となった。グラントはウェストポイントでの教え子だった。このことは気まずくなる可能性があったが、スミスが若い司令官に忠誠を示すことで和らげられた。
1862年2月のドネルソン砦の戦いでは、スミスという古参士官が新入りの志願兵ばかりの師団を率いて成功した。スミス自ら率いた南軍右翼側面に対する攻撃中、部隊兵が臆している様子があった。スミスは「こんちくしょう、諸君、コソコソ動く者がいる！ここではそんな奴はいらない！さあ行こう、志願兵達よ、さあ行こう！お前達にはチャンスだ！お前達志願兵が国を愛するために戦死する、今それが出来るんだ！」と鼓舞した。
スミスの経験、威厳および無私の性格は、グラントにとって戦争初期の大黒柱になった。西部戦線の司令官ヘンリー・ハレック少将はグラントを信用せず嫉妬しており、実質的にグラントを指揮官から解任して、スミスにミシシッピ州コリンスに向けてテネシー川を遡る遠征隊を率いる責任を割り当てた。エイブラハム・リンカーン大統領の干渉によって、最終的にグラントは指揮官職に戻った。スミスはテネシー州サバンナでボートに飛び移る際に足に重傷を負うという事故に遭い、野戦任務に就けなくなったので、結果的にハレックの行動の意味を無くした。シャイローの戦いではスミスの上級准将がスミス師団の指揮を執った。

## 死
スミスは足の傷に伴う感染症と常習的な赤痢が原因でサバンナで死に、フィラデルフィアのローレルヒル墓地に埋葬されている。
スミスという高級将校がその経歴を早く終えたことで北軍は最良の指導者を奪われ、シャイローの戦いでは未経験な将軍達のために大きな犠牲を払うことになって、この時ほどスミスの居ないことを重く感じられた時はなかった。スミスはその死の1ヶ月前に志願兵の少将になっていた。
モンタナ準州のパウダーリバー郡にあるC・F・スミス砦はスミスに因んで名付けられた。